# Poliodestra tetragona
Poliodestra tetragona là một loài bướm đêm trong họ Noctuidae.